# The Wolverine
The Wolverine är en amerikansk-brittisk superhjältefilm från 2013, i regi av James Mangold. Den är baserad på karaktären Wolverine från X-Men och är den andra solofilmen om denna karaktär; den första var X-Men Origins: Wolverine (2009). Filmen är även den sjätte delen i X-Men-filmserien.
En tredje solofilm kallad Logan – The Wolverine släpptes våren 2017. Hugh Jackman återvände tillsammans med Patrick Stewart och med James Mangold i registolen igen.

## Rollista (i urval)
- Hugh Jackman – James "Logan" Howlett / Wolverine
- Hiroyuki Sanada – Shingen Yashida
- Tao Okamoto – Mariko Yashida
- Rila Fukushima – Yukio
- Famke Janssen – Jean Grey / Phoenix
- Will Yun Lee – Kenuichio Harada
- Svetlana Chodtjenkova – Dr. Green / Viper
- Haruhiko Yamanouchi – Ichirō Yashida / Silver Samurai
- Brian Tee – Noburo Mori
- Ken Yamamura – Ichirō Yashida som ung
- Ian McKellen – Erik Lehnsherr / Magneto (cameo)
- Patrick Stewart – Charles Xavier / Professor X (cameo)

## Om filmen

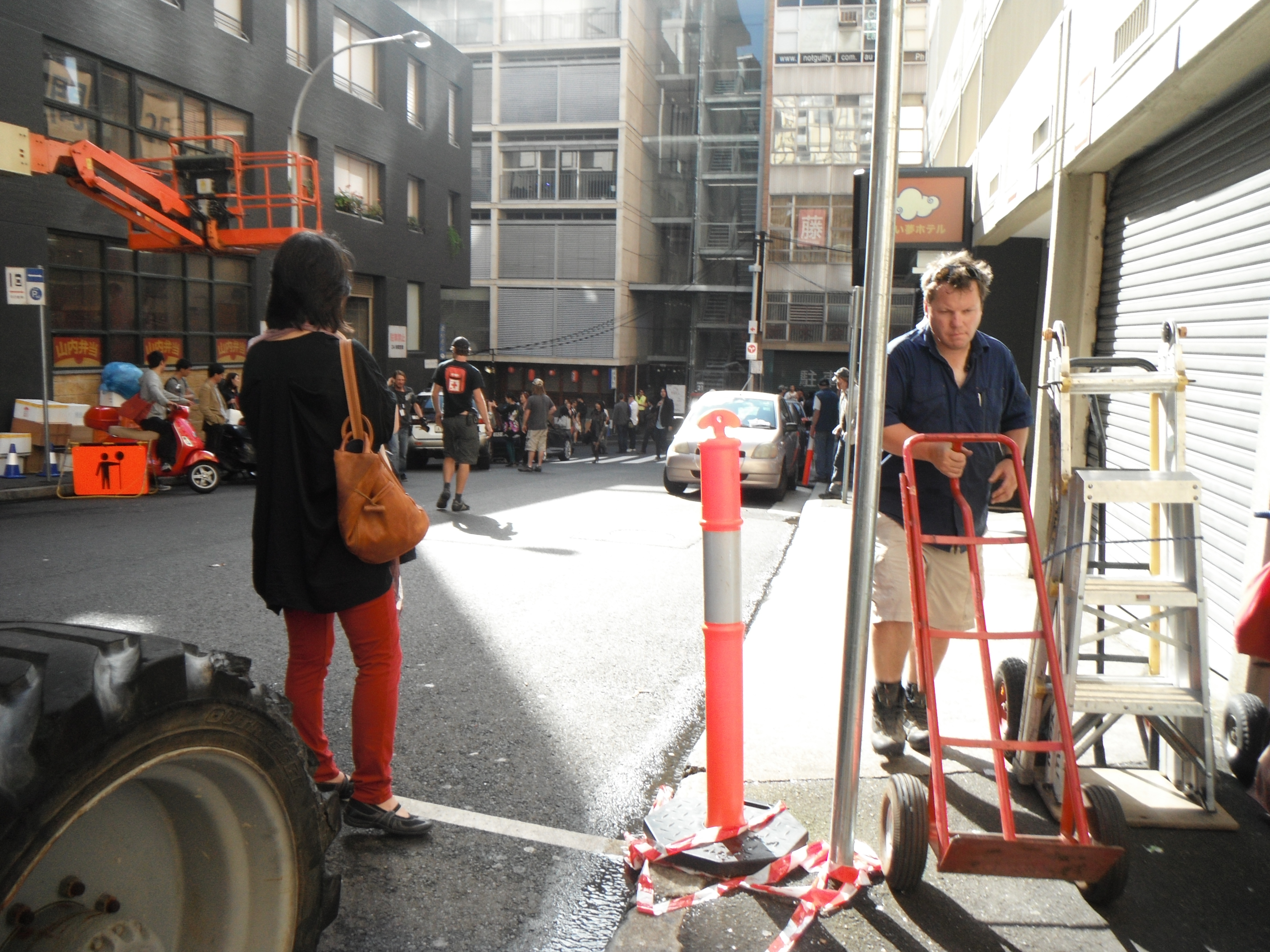
Scenarbetare i arbete med inspelningen av filmen Wolverine i Surry Hills, Sydney.

Filmen var planerad innan X-Men Origins: Wolverine hade haft premiär. Jackman har sagt att historien då Logan reser till Japan är hans favorit, men de behövde göra en film som förklarade karaktärens bakgrund innan. Inspelningen skulle börja våren 2011, men fördröjdes på grund av tsunamin och jordbävningarna som skedde i Japan. Under den tiden skrev de om manuset. Inspelning började i augusti 2012, och avslutades i november. Filmen konverterades till digital 3D under post-produktionen.
En 12 minuter längre version av filmen släpptes på Blu-ray den 27 november 2013.

### Fotnoter
1. ↑  ”The Wolverine” (på engelska). Box Office Mojo. 26 juli 2013. http://www.boxofficemojo.com/movies/?id=wolverine2.htm. Läst 22 september 2016.